# Шаповаловка (Дергачёвский район)
Шаповаловка (укр. Шаповалівка) — село,
Прудянский поселковый совет,
Дергачёвский район,
Харьковская область, Украина.
Код КОАТУУ — 6322057002. Население по переписи 2001 года составляет 103 (52/51 м/ж) человека.

## Географическое положение
Село Шаповаловка находится на правом берегу реки Лопань, выше по течению в 2-х км расположено село Цуповка, ниже по течению примыкает к пгт Слатино, на противоположном берегу — пгт Прудянка, по селу протекает безымянный ручей.

## История
- 1750 — дата основания.
- В 1940 году, перед ВОВ, в Шаповаловке было 96 дворов.[1]

## Объекты социальной сферы
- Школа (закрыта в ? году).